# (38156) 1999 JQ71
1999 JQ71 (asteroide 38156) é um asteroide da cintura principal. Possui uma excentricidade de 0.19717490 e uma inclinação de 5.94917º.
Este asteroide foi descoberto no dia 12 de maio de 1999 por LINEAR em Socorro.